# Station Tunis
Station Tunis (Frans: Gare de Tunis) is het hoofdtreinstation van de Tunesische hoofdstad Tunis. Het station ligt aan het place de Barcelone en is het kopstation voor de spoorlijnen naar Gabès, Ghardimaou en de zuidelijke voorsteden van Tunis.

## Geschiedenis
Het Gare française of Gare du sud, de voorganger van het huidige station, werd rond 1877 voor het verkeer opengesteld en vormde het kopstation van de spoorlijn naar de Algerijnse grens die werd geëxploiteerd door de Compagnie des chemins de fer Bône-Guelma. Het station werd daarna ook verbonden met de zuidelijke voorsteden van Tunis door de spoorlijn naar Hammam-Lif, geëxploiteerd door de Compagnie fermière des chemins de fer tunisiens.
Het station werd door brand beschadigd tijdens de Jasmijnrevolutie in 2011.